# Mairang
Mairang is een dorp in het district West Khasi Hills van de Indiase staat Meghalaya. 

## Demografie
Volgens de Indiase volkstelling van 2001 wonen er 11.517 mensen in Mairang, waarvan 50% mannelijk en 50% vrouwelijk is. De plaats heeft een alfabetiseringsgraad van 62%. 